# 20583 Richthammer
A 20583 Richthammer (ideiglenes jelöléssel 1999 RK158) a Naprendszer kisbolygóövében található aszteroida. A LINEAR projekt keretében fedezték fel 1999. szeptember 9-én.